# Exocentrus grewiae
Exocentrus grewiae es una especie de escarabajo longicornio del género Exocentrus, categorizada en la tribu Exocentrini, de la subfamilia Lamiinae. Fue descrita por Fisher en 1932.

## Descripción
Mide 4,4-6,4 mm de longitud.

## Distribución
Se distribuye por India y Nepal.